# Tryptase

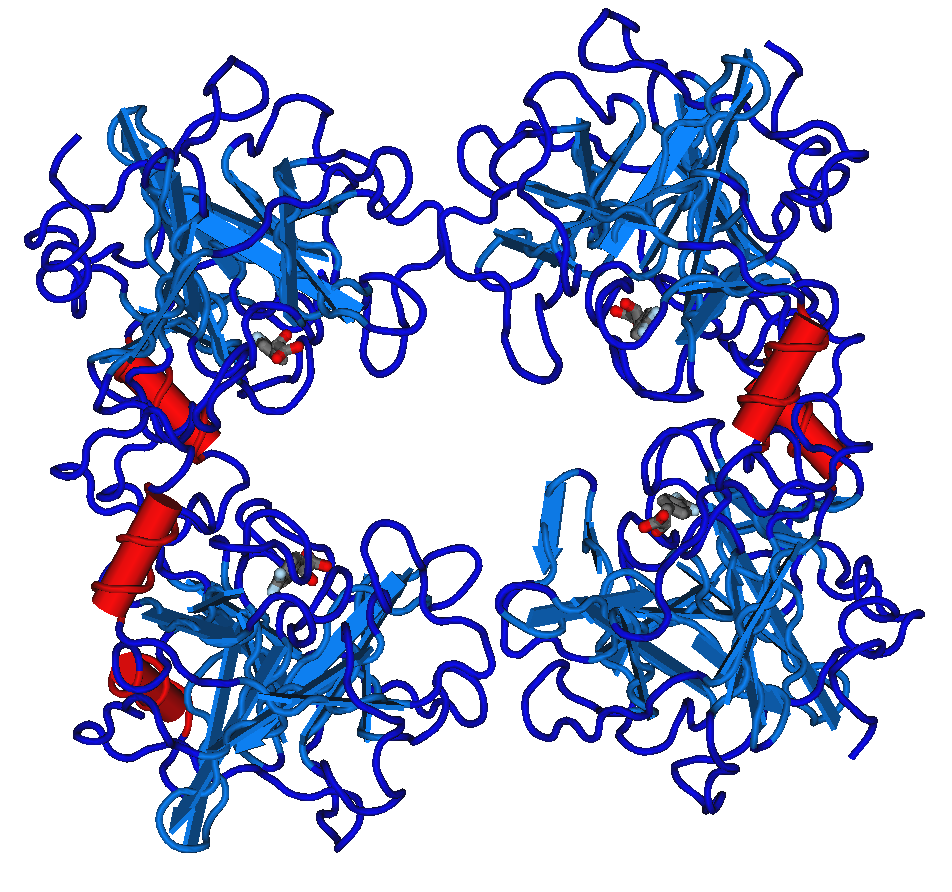
Humane Beta-Tryptase

Tryptasen sind Peptidasen, die bei Asthma eine Rolle spielen und in menschlichen Mastzellen stark exprimiert werden. Sie gehören wie Trypsin zu den Serinproteasen.
Tryptase, ein Hauptbestandteil der sekretorischen Granula von menschlichen Mastzellen, wird zusammen mit Histamin freigesetzt und dient als Marker für die Aktivierung von Mastzellen.
Ein genetisch bedingter α-Tryptasemangel betrifft nach einer Studie mit 274 Probanden 45 Prozent der Menschen mit europäischer Abstammung, 26 Prozent der Afroamerikaner und 10 bis 20 Prozent der Asiaten.  Da β-Tryptasen an allergischen Erkrankungen beteiligt sind, könnten vererbte Unterschiede im α/β-Genotyp die Krankheitsanfälligkeit, den Schweregrad und das Ansprechen auf eine Therapie mit Tryptasehemmern beeinflussen.

## Tabelle der Tryptasen
| Gen (HGNC) | Genlocus | Länge (AA) | Protein (UniProt) | MEROPS  | EC-Nummer | OMIM   | Bemerkungen                                                                 |
| ---------- | -------- | ---------- | ----------------- | ------- | --------- | ------ | --------------------------------------------------------------------------- |
| TPSAB1     | 16p13.3  | 245        | alpha-1           | S01.143 | 3.4.21.59 | 191080 |                                                                             |
| TPSAB1     | 16p13.3  | 245        | beta-1            | S01.015 | 3.4.21.59 | 191081 |                                                                             |
| TPSB2      | 16p13.3  | 245        | beta-2            | S01.015 | 3.4.21.59 | 191081 |                                                                             |
| TPSG1      | 16p13.3  | 301        | gamma             | S01.028 | 3.4.21.-  | 609341 | viele Gewebetypen                                                           |
| TPSD1      | 16p13.3  | 205        | delta             | S01.054 | 3.4.21.59 | 609272 |                                                                             |
| PRSS22     | 16p13.3  | 285        | epsilon           | S01.252 | 3.4.21.-  | 609343 | Gehirnspezifische Serinprotease 4; Epithelzellen der Atemwege; fötale Lunge |